# Stefan Mauk
Stefan Ingo Mauk (* 12. Oktober 1995 in Bedford Park) ist ein australisch-deutscher Fußballspieler.

## Karriere

### Verein
Mauk ging eine Fußballerlaufbahn ein, obwohl in seiner Familie eigentlich Australian Football vorherrschende Sportart ist. 2011 wurde er am Australian Institute of Sport aufgenommen und nahm später am Weifang Cup in China teil. Im Oktober 2012 unterzeichnete Mauk kurz vor seinem 17. Geburtstag einen Zweijahresvertrag mit Melbourne Heart, der später in Melbourne City FC umbenannt wurde. Der Vertrag sah vor, dass der offensive Mittelfeldspieler nach einer Spielzeit mit dem Nachwuchsteam zur Saison 2013/14 in den Profikader aufrückt. Dies sollte vor allem dazu beitragen, dass Mauk seinen Schulabschluss machen und sich an die körperlichen Anforderungen der A-League gewöhnen kann. Zu seinem Debüt im Profiteam kam Mauk am 13. Januar 2013 im Auswärtsspiel gegen den Sydney FC, als durch zwei späte Gegentore eine 1:0-Führung hergegeben wurde. Mauk kam in den folgenden beiden Spielzeiten zumeist nur als Einwechselspieler zum Zug, ehe er in der Saison 2015/16 seinen Durchbruch erlebte und zu Saisonbeginn in zwölf Einsätzen vier Treffer erzielte. Im Januar wechselte er im Tausch für Osama Malik zurück nach Southern Australia zu Adelaide United und wurde dort für seine Leistungen bereits im Februar 2016 als Kandidat für die Auszeichnungen „Young Footballer of the Year“ und als „PFA Player of the Month“ nominiert. Mit Adelaide wurde er zwar am Saisonende Meister, doch Mauk verließ den Verein Richtung Europa und wechselte zum NEC Nijmegen in die Niederlande. Nach nur zwei Einsätzen in der Eredivisie ging er in der folgenden Spielzeit leihweise zurück zum Melbourne City FC. 2018 wurde er dann fest von seinem ehemaligen Verein Brisbane Roar verpflichtet und 2020 ging er wieder zu Adelaide United. Im Februar 2022 wechselte er nach Japan, wo er einen Vertrag beim Zweitligisten Fagiano Okayama unterschrieb. Für den Verein aus Okayama bestritt er in zwei Spielzeiten 60 Ligaspiele. Anfang Februar 2024 ging er wieder nach Australien. Hier nahm ihn sein ehemaliger Verein Adelaide United unter Vertrag.

### Nationalmannschaft
Bei der U-17-Weltmeisterschaft 2011 in Mexiko kam Mauk zu zwei Einsätzen, als das australische Team das Achtelfinale erreichte. Insgesamt absolvierte er von 2011 bis 2018 30 Partien für diverse Jugendnationalmannschaften und erzielte dabei vier Treffer.

## Erfolge
Adelaide United
- Australischer Meister: 2016